# 헤이와지마역
헤이와지마역(일본어: 平和島駅、へいわじまえき)은 도쿄도 오타구에 있는 철도역이다.

## 타는 곳
| 1·2 | ■ 게이큐 본선 | 게이큐 가마타·요코하마·가미오오카·우라가 방면 공항선 하네다 공항 방면 즈시 선 신즈시 방면 구리하마 선 게이큐 구리하마·미사키구치 방면                                  |
| 3·4 | ■ 게이큐 본선 | 시나가와·센가쿠지 방면 도영 지하철 아사쿠사 선 니혼바시·아사쿠사·오시아게 방면 게이세이 선 다카사고·후나바시·나리타 공항 방면 후쿠소 선 신카마가야·인바 니혼 의대 방면 |

## 역세권 정보
- 국도 제15호선
- 도쿄 도도 제318호선
- 헤이와노모리 공원(걸어서 약 13분)

## 역사
- 1901년 2월 1일: 사와타 역 / 사와다 역(沢田駅)으로 영업을 개시함.
- 영업 개시 후 (날짜가 불명함) 갓코우라역(学校裏駅)으로 명칭을 변경함.
- 1961년 9월 1일: 헤이와지마역으로 명칭을 변경함.
- 1970년
  - 1월 20일: 상행 승강장이 입체화됨.
  - 12월 1일: 하행 승강장이 입체화됨.

## 인접역
| 게이힌 급행 전철 본선        | 게이힌 급행 전철 본선 | 게이힌 급행 전철 본선          |
| ---------------------------- | --------------------- | ------------------------------ |
| 아오모노요코초 센가쿠지 방면 | ■ 특급                | 게이큐 가마타 미사키구치 방면  |
| 다치아이가와 센가쿠지 방면   | ■ 급행                | 게이큐 가마타 하네다 공항 방면 |
| 오모리카이간 시나가와 방면   | ■ 보통                | 오모리마치 우라가 방면         |